# Sarins Båtar

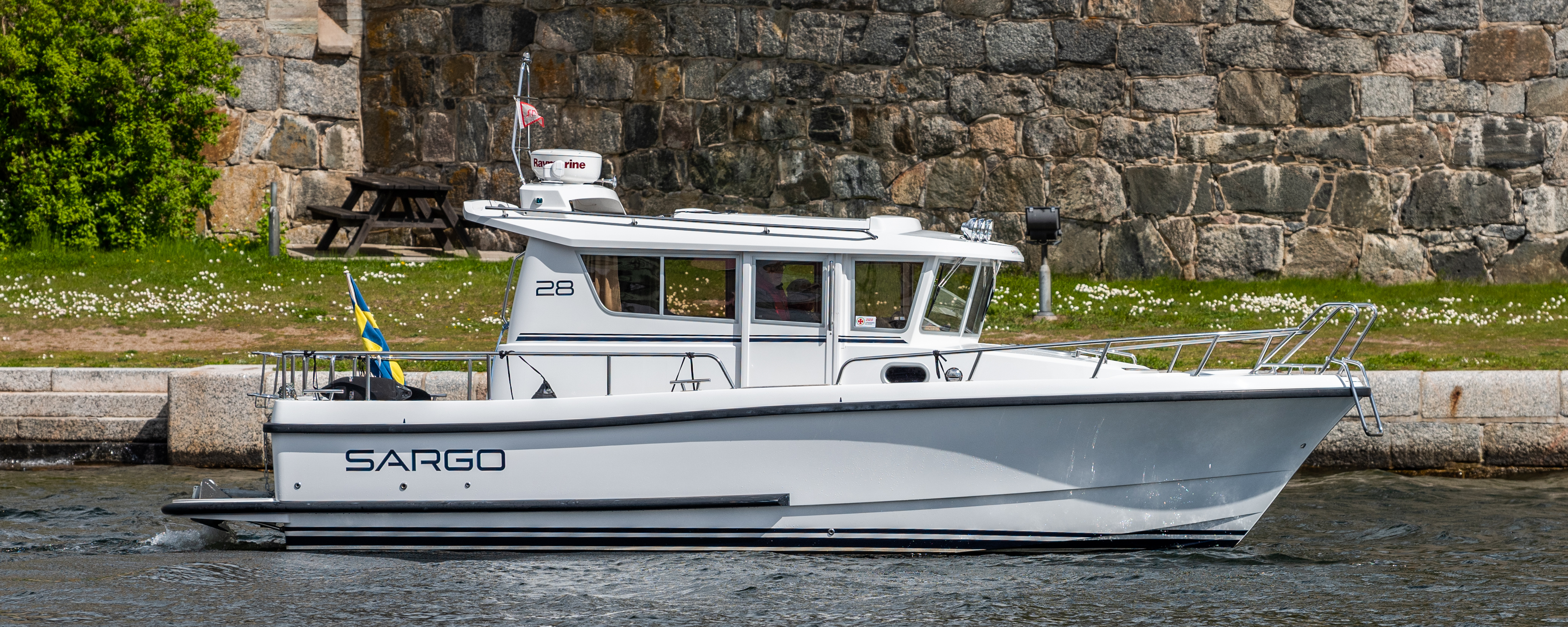
Sargo 28

Sarins Båtar Oy Ab är en finländsk småbåtstillverkare i Karleby i Österbotten, vilken producerar båtar under varumärket Sargo. Fram till 2014 var varumärket Minor.
Sarins Båtar är ett familjeägt företag, som grundades 1967 av Edy Sarin och som drivs av tre bröder i den andra generationen i familjen. Företaget tillverkar kabinmotorbåtar i storleksordningen 9–15 meters längd, bland annat sjöpolis-, räddnings- och taxibåtar.
Företaget har två fabriker i Karleby.